# Marina di Gioiosa Ionica
Marina di Gioiosa Ionica és un comune (municipi) de la Ciutat metropolitana de Reggio de Calàbria, a la regió italiana de Calàbria, situat a uns 80 km al sud-oest de Catanzaro i a uns 120 km al nord-est de Reggio de Calàbria. A 1 de gener de 2019 la seva població era de 6.541 habitants.
Marina di Gioiosa Ionica limita amb els municipis de Gioiosa Ionica, Grotteria i Roccella Ionica.